# Evilard
Evilard (en alemany Leubringen) és un municipi del cantó de Berna (Suïssa), situat al districte de Bienne.
El municipi conté dos assentaments separats, anomenats en francès Evilard i Macolin, en alemany Leubringen i Magglingen, i una zona rural anomenada en francès la Pré de Macolin.

## Fills il·lustres
- Willy Burkhard (1900-1955), compositor musical.